# Alytes
Alytes és un gènere d'amfibis anurs de la família dels discoglòssids. Inclou el tòtil, un petit gripau comú a Catalunya.

## Taxonomia
El gènere Alytes conté les següents espècies:
- Alytes cisternasii (Boscá, 1879) - Península Ibèrica
- Alytes dickhilleni (Arntzen & García-París, 1995) - Península Ibèrica
- Alytes maurus (Pasteur & Bons, 1962) - Marroc
- Alytes muletensis (Sanchíz & Adrover, 1979) - Mallorca
- Alytes obstetricans (Laurenti, 1768) - Península Ibèrica